# Le code a changé
Pour plus de détails, voir Fiche technique et Distribution.
Le code a changé est un film français réalisé par Danièle Thompson, sorti en 2009.

## Synopsis
Un 21 juin, à Paris. Comme tous les ans, un groupe d'amis se retrouve lors d'un dîner, le jour de la Fête de la musique. Piotr, mari de Marie-Laurence Claverne, avocate débordée spécialisée dans le divorce, étant en congé sabbatique, est chargé d'organiser ce dîner. Le repas ne se passe pas aussi bien que d'habitude, parce que le code a changé ; fini celui de la dictature de l'apparence, avec son lot de cordialité, d'hypocrisie et de fausse bonne humeur cachant les angoisses sous l'humour et étouffant les chagrins avec des éclats de rire. L'avocat réputé Lucas Mattei se dispute avec sa femme Sarah. La gynécologue Mélanie Carcassonne décide que c'est le moment idéal pour avouer à son cancérologue de mari Alain sa liaison extra-conjugale avec un jockey. Juliette, sœur de Marie-Laurence, vient avec un invité surprise, son nouveau compagnon Erwann, de trente ans son aîné. L'arrivée d'Henri, père de Juliette et Marie-Laurence, est un bouleversement de plus, car Juliette et lui ne se parlent plus depuis deux ans.

## Fiche technique
Sauf indication contraire, les informations mentionnées dans cette section peuvent être confirmées par les bases de données cinématographiques IMDb et Allociné,  présentes dans la section « Liens externes ».
- Titre : Le code a changé
- Réalisation : Danièle Thompson
- Scénario : Christopher Thompson et Danièle Thompson
- Musique : Nicola Piovani
- Photographie : Jean-Marc Fabre
- Montage : Sylvie Landra
- Décors : Michèle Abbe-Vannier
- Costumes : Catherine Leterrier
- Production : Christine Gozlan et Alain Terzian
  - Production exécutive : David Poirot
  - Direction de production : Yvon Crenn
- Sociétés de production : Thelma Films, Alter Films, Studiocanal et TF1 Films Productions
- Budget : 10,85 millions d'euros[1]
- Pays de production :  France
- Langues originales : français et espagnol
- Format : couleur - 1,85:1 - 35 mm (Panavision) - Dolby Digital / DTS
- Genre : comédie dramatique
- Durée : 95 minutes
- Dates de sortie :
  - France et Belgique : 18 février 2009
  - États-Unis : 27 août 2010

## Distribution
Sauf indication contraire, les informations mentionnées dans cette section peuvent être confirmées par les bases de données cinématographiques IMDb et Allociné,  présentes dans la section « Liens externes ».
- Karin Viard : Marie-Laurence Claverne, dite « ML », une avocate énergique, spécialiste des divorces qui, avec son compagnon, reçoit des amis à dîner
- Dany Boon : Piotr, le compagnon au chômage de ML
- Marina Foïs : Mélanie Carcassonne, gynécologue et femme catholique d'Alain, tentée par l'infidélité, atteinte de paraplégie dans la seconde partie du film
- Patrick Bruel : le professeur Alain Carcassonne, mari de Mélanie, cancérologue, de culture juive
- Emmanuelle Seigner : Sarah Mattei, femme malheureuse de Lucas qui se lance dans l'écriture d'un livre sur l'autisme
- Christopher Thompson : Lucas Mattei, avocat réputé, mari de Sarah pour qui elle n'a jamais été qu'un faire-valoir
- Marina Hands : Juliette, costumière à la télévision, jeune sœur de ML qui n'a jamais pardonné à son père d'avoir quitté sa mère
- Patrick Chesnais : Erwann, navigateur solitaire breton, son compagnon
- Blanca Li : Manuela, la prof de flamenco de ML
- Laurent Stocker : Jean-Louis Mauzard, cuisiniste ami de Piotr et de ML et amant de Marie-Laurence Claverne
- Pierre Arditi : Henri, cadreur à la retraite, père de ML et de Juliette
- Guillaume Durand : lui-même, interrogeant Sarah à propos de son livre
- Michel Motu : Monsieur Andrieux, un tapissier cancéreux en phase terminale
- Marc Rioufol : Daniel Laurent
- Jenny Rieu : la septième spectatrice
- Cyrille Eldin : le démonstrateur
- Michèle Brousse : Madame Andrieux
- Oleg Ossina : un des claquetistes
- Jérémy Bardeau : l'interne
- Julie Villers : la réceptionniste
- Claire Chazal : elle-même
- Angélique Kidjo : elle-même

## Lieux de tournage
- La porte d'accès à la cour est celle du 10, rue du Jourdain à Paris 20e (cette rue donne dans la rue de Belleville).
- La cour utilisée est celle du 105, rue de Belleville à Paris 19e.
- La maison est située dans une des cours du 151, rue de Belleville à Paris 19e.
- Une scène a été tournée au Pure Café[2], une autre Aux Tables de la fontaine (devenu depuis Les Petites indécises) dans le 11e arrondissement, une troisième au Zéphyr, dans le 20e, rue du Jourdain.
- La Halle aux Oliviers de la Bellevilloise, située dans le 20e, a servi de décor à la scène finale[3].

## Box-office
Le box-office français a comptabilisé 1 626 878 entrées.

## Distinctions
- Festival du film français au Japon 2009 : prix du public[réf. nécessaire]